# Movember

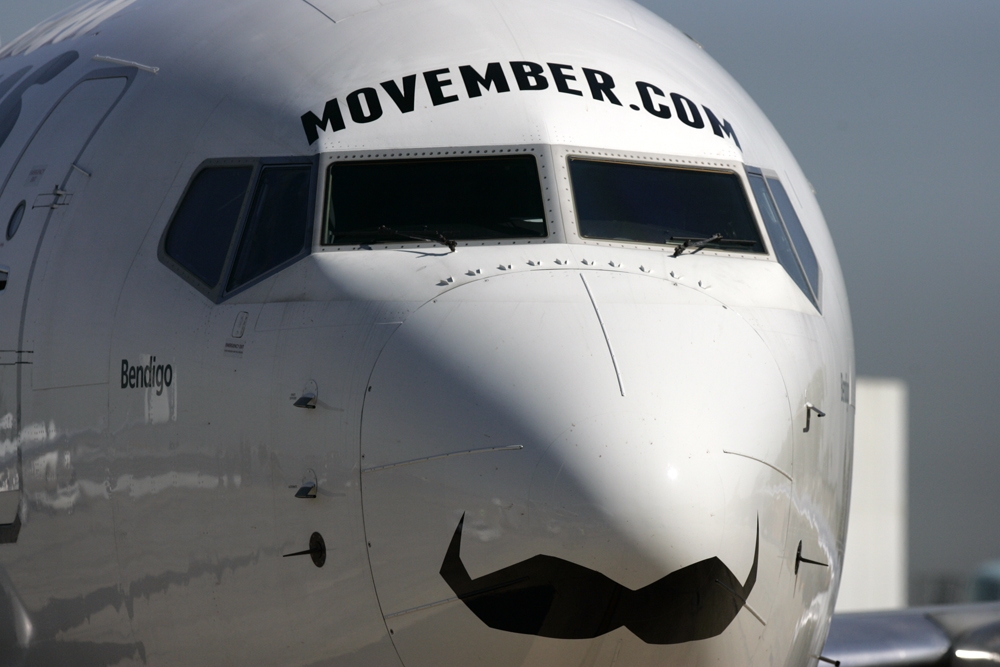
In 2011 steunde de Australische luchtvaarmaatschappij Qantas de Movember-actie door een Boeing 737-800 met een snor te bedrukken.

Movember (een porte-manteau van het Engelse woord 'moustache' (snor) en 'november') is een jaarlijks terugkerend evenement om aandacht te vragen voor prostaatkanker, teelbalkanker en de gezondheid van de man meer in het algemeen. Dit doet de stichting Movember Foundation door mannen te vragen gedurende de maand november hun snor te laten staan om zo aandacht te vragen en fondsen te werven voor het goede doel. Het doel van Movember is om "het gezicht van de gezondheid van de man te veranderen."

## Geschiedenis
In 2003 werd in Melbourne door 30 mannen een actie omtrent prostaatkanker en depressie bij mannen opgestart waarbij ze 30 dagen hun snor lieten staan. Al snel groeide de groep. Anno 2014 heeft de stichting wereldwijd meer dan 409 miljoen euro aan donaties ingezameld.

## Doel
Door mannen en vrouwen (Mo Bros en Mo Sistas) aan te moedigen om mee te doen streeft de stichting er naar om de vroege opsporing van kanker, diagnose en effectieve behandelingen, en uiteindelijk een vermindering van het aantal vermijdbare sterfgevallen te realiseren. Naast het ondergaan van een jaarlijkse controle stimuleert de stichting mensen zich bewust te zijn van mogelijke familiegeschiedenis van kanker en om een gezondere levensstijl aan te nemen.
Anno 2014 is de Foundation actief in Australië, Nieuw-Zeeland, het Verenigd Koninkrijk, Ierland, de Verenigde Staten, Canada, Zuid-Afrika, Finland, Nederland, België, Denemarken, Noorwegen, Oostenrijk, Duitsland, Hongkong, Frankrijk, Singapore, Spanje, Zweden, Zwitserland en Tsjechië.

## Onderzoek
De Movember Foundation financiert ruim 800 onderzoeksprojecten over de hele wereld. Het Wereldwijd Wetenschappelijk Comité (GSC) komt jaarlijks bijeen om ontwikkelingen in het kankeronderzoek te bespreken en te bepalen waar het beschikbare geld heen gaat. Het GSC wil voorkomen dat onderzoek door verschillende onderzoekscentra onnodig dubbel wordt gedaan.

## Partners
In 2011 ging Google Chrome een partnerschap aan met Movember om een korte film te maken waarin deelnemers lieten zien hoe zij bijdroegen aan de actie.
Verschillende internationale beroemdheden namen al deel aan de actie. Onder meer Justin Bieber, Snoop Dogg, Jenson Button en Adrian Lewis lieten hun snor staan. Ook Frans Timmermans, Humberto Tan, Sef, Youri Mulder, Edgar Davids, Rintje Ritsma en Paul Elstak en Enzo Knol hebben hun snor laten staan voor de gezondheid van de man.
De geworven fondsen gaan in Nederland onder meer naar het Erasmus MC, het Antoni van Leeuwenhoekziekenhuis en het Radboudumc.